# El último viaje
El último viaje és una pel·lícula espanyola de thriller policíac del 1974 escrita i dirigida per José Antonio de la Loma com a part del seu "cicle criminal barceloní" que seria continuada posteriorment per Perros callejeros (1977) i protagonitzada per Julián Mateos i Simó Andreu.

## Sinopsi
Lara és una adolescent que se sent fascinada per Max, dedicat a venda de droga per al narcotraficant Colombo, disposat a introduir a Barcelona la major partida de droga mai distribuïda a Europa; Charlie i un amic seu heroïnòman que es fill d'un comandant atraquen una joieria. El comissari Mendoza decideix combatre'l infiltrant el tinent de la guàrdia civil Alvarado entre els consumidors a fi de desmantellar la xarxa. Enmig hi ha corrupció de menors, avortaments clandestina a Amsterdam, persecucions automobilístiques espectaculars i síndromes d'abstinència.

## Repartiment
- Julián Mateos...	Máximo
- Simón Andreu...	Teniente Alvarado
- Pauline Challoner ...	Lara
- David Carpenter ...	Charlie
- Drina Pavlovic ...	Romy
- Ágata Lys 	...	Cati
- Antonio Pica ...	Colombo
- Frank Braña 	...	Sergio
- Alejandro Ulloa ...	Coronel

## Premis
Fou guardonat amb el premi especial a la millor pel·lícula als Premis del Sindicat Nacional de l'Espectacle de 1973.